# Andrea Gabrieli
Andrea Gabrieli (cap al 1510 - 1586) va ser un compositor i organista italià de finals del Renaixement. Oncle de Giovanni Gabrieli, va ser el primer membre de renom internacional de l'escola veneciana de compositors. Va tenir gran influència en la difusió de l'estil venecià tant a Itàlia com a Alemanya.

## Biografia
Els detalls sobre els primers anys de la vida d'Andrea són confusos. Probablement era de Venècia i, pel que sembla, allà va ser alumne d'Adrian Willaert, a Sant Marc de Venècia. Se sap que el 1557 era organista a Cannaregio, i en aquest període va intentar sense èxit obtenir el càrrec d'organista a Sant Marc.
El 1562 va viatjar a Alemanya, on va visitar Frankfurt del Main i Múnic, i va conèixer Orlando di Lasso amb el que va fer amistat. El 1566 finalment va ser elegit per al lloc d'organista de Sant Marc, un dels càrrecs més prestigiosos per a un músic al nord d'Itàlia. Va conservar aquest càrrec la resta de la seva vida. Hi va tenir alumnes entre ells el venecià Vincenzo Bellavere.
En aquesta època va adquirir la reputació de ser un dels millors compositors de l'època. Treballant en l'excepcional espai acústic de la Basílica de San Marc, va ser capaç de desenvolupar el seu peculiar estil cerimonial, el qual va influir en el desenvolupament dels estils policoral i concertat, que va definir, en part, el que seria el nou estil del Barroc musical.
La seva feina a Sant Marc va condicionar clarament la seva composició, ja que va escriure força música cerimonial, algunes d'un interès històric remarcable. Va compondre la música per a la celebració de la victòria sobre els turcs en la batalla de Lepant (1571) i també ho va fer amb motiu de la visita de diversos prínceps del Japó (1586).
Més endavant també va ser famós com a mestre. Entre molts dels seus alumnes cal destacar Francesco Usper o el seu nebot Giovanni Gabrieli, el teòric de la música Ludovico Zacconi, el venecià Francesco Stivori i Hans Leo Hassler que va portar l'estil concertat a Alemanya.
La data i circumstàncies de la seva mort no són conegudes, però ja que el seu lloc a Sant Marc va ser ocupat el 1586, i gran part de la seva música va ser publicada de manera pòstuma el 1587, es creu que va morir el 1586.

## Obra
Andrea Gabrieli va ser un compositor prolífic i versàtil, i va escriure gran quantitat de música, incloent:
- música vocal sacra i secular,
- música per a grups mixtos de veus i instruments,
- música instrumental, gran part d'ella per a l'ampli i ressonant espai de San Marcos.

Les seves composicions inclouen al voltant d'un centenar de motets i madrigals, així com un nombre menor d'obres instrumentals.

## Estil
Deu el seu estil inicial a Cebrià de Rore, i els seus madrigals són representants de les tendències musicals de mitjans del segle xvi. Fins i tot en la seva música més primerenca mostra una clara preferència per les textures homofòniques en els clímax, fet que presagia el magnífic estil dels seus anys posteriors. Després de la seva trobada amb Orlando di Lasso, el 1562, el seu estil va canviar considerablement, i aquest compositor es va convertir en el seu principal referent.
Un cop instal·lat a Sant Marc, va començar a allunyar-se de l'estil contrapuntístic de l'escola francoflamenca que havia dominat la música del segle xvi, i cercà explotar la sonoritat dels grups instrumentals i vocals que sonaven de manera antifonal a la gran catedral. En aquests anys la seva música utilitzava el recurs de la repetició de frases amb diverses combinacions de veus en diversos nivells.
Encara que la instrumentació no està indicada de manera específica, pot ser deduïda; contrasta de manera acurada la textura i la sonoritat per formar seccions musicals d'una manera única, i és la manera de compondre que va definir l'estil venecià de la següent generació.
Però no tot el que va escriure Gabrieli va ser per a San Marcos. Va compondre la música per a un dels més primers exemples de l'antic drama grec traduït a l'italià, Oedipus tyrannus, de Sòfocles, per al qual va escriure la música coral, establint línies separades per als diferents grups de veus. Va ser representada a Vicenza el 1585.
Andrea Gabrieli no era massa partidari de publicar moltes de les seves composicions, i el seu nebot Giovanni va haver de publicar una bona part de la seva obra després de la mort del seu oncle.